# Acciaio (sistemi di designazione)
Gli acciai vengono designati secondo la nuova normativa europea UNI EN 10027 del 2006 in due sistemi equivalenti:
- alfanumerico,     descritto dalla normativa UNI EN 10027/1;     esempio: S235JR
- numerico,           descritto dalla normativa UNI EN 10027/2. esempio: 1.0037

## Designazione alfanumerica
La normativa UNI EN 10027/1 designa gli acciai secondo 2 gruppi:          (vedi anche UNI 10440)
- 1º gruppo: designazione in base all'impiego ed alle caratteristiche meccaniche o fisiche;
- 2º gruppo: designazione in base alla composizione chimica (suddivisi in quattro sottogruppi).

### 1º gruppo
La sigla alfanumerica è strutturata nel seguente modo:
- 1° simbolo: indicazione dell'impiego;
- 2° simbolo: indicazione della caratteristica principale in funzione dell'impiego;
- ulteriori simboli (esempio: resilienza).

[1° simbolo (lettera) + 2° simbolo (solo valore / lettera e valore / solo lettera) + ulteriori simboli]

#### 1° simbolo
Tutti i simboli utilizzati nella designazione alfanumerica non devono avere spazi intermedi tra loro.
Come primo simbolo si hanno le seguenti lettere maiuscole:
• B	- acciai per calcestruzzo armato ordinario;
• C	- acciai non legati al carbonio;
• D	- acciai prodotti piani per formatura a freddo;
• E	- acciai per costruzioni meccaniche;
• G	- acciai da getti (di acciaio grezzo, da fonderia);
• H	- acciai ad alta resistenza per prodotti piani laminati a freddo e per imbutitura a freddo;
• HS	- acciai rapidi;
• L	- acciai per tubi di condutture;
• M	- acciai magnetici;
• P	- acciai per impieghi sotto pressione;
• R	- acciai per rotaie (basso coefficiente di dilatazione);
• S	- acciai per impieghi strutturali (carpenterie metalliche);
• T	- acciai per banda nera, stagnata e cromata (per imballaggi);
• X	- acciai legati (esempio: acciai inox);
• Y	- acciai per calcestruzzo armato precompresso.

#### 2° simbolo
Come secondo simbolo si ha un valore, che corrisponde alla caratteristica meccanica di snervamento o di rottura, o si ha una lettera che corrisponde alla caratteristica fisica.
[carico unitario minimo di snervamento: ReH (superiore); ReL (inferiore); Rp (di scostamento dalla proporzionalità); Rt (al limite di allungamento totale)]
Caratteristica meccanica per tipo di acciaio:
• S, P, L, E      - carico unitario minimo di snervamento ReH in N/mm², corrispondente alla gamma di spessore più ridotto (può essere ReH, ReL, Rp o Rt);
• H                   - carico unitario minimo di snervamento ReH in N/mm² oppure carico unitario minimo di rottura Rm in N/mm2 preceduto dalla lettera T;
• B                   - carico unitario caratteristico di snervamento ReH in N/mm²;
• Y, R              - carico unitario minimo di rottura Rm in N/mm².
Caratteristica fisica per tipo di acciaio:
• D
- lettera C per prodotti laminati a freddo;
- lettera D per prodotti laminati a caldo ma destinati alla formatura a freddo;
- lettera X per prodotti con stato di laminazione non specificato.
• T
- per prodotti a semplice riduzione: lettera H seguita dalla durezza Rockwell HR 30 Tm;
- per prodotti a doppia riduzione: carico unitario minimo di snervamento ReH in N/mm².
• M
- seguita da: 1] numero pari a 100 volte la perdita specifica massima in W/kg (induzione magnetica a 50 Hz);
2] numero pari a 100 volte lo spessore nominale del prodotto in mm;
3] ulteriori simboli che specificano il tipo di acciaio magnetico (vedi sotto).

#### Ulteriori simboli
I simboli finali indicano ulteriori proprietà dell'acciaio obbligatorie o facoltative per i tipi di acciaio, come ad esempio:
• M
- simbolo A per lamiere a grani non orientati;
- simbolo D per lamiere semifinite (senza ricottura finale) di acciaio non legato;
- simbolo E per lamiere semifinite (senza ricottura finale) di acciaio legato;
- simbolo N per lamiere a grani orientati normali;
- simbolo S per lamiere a grani orientati a bassa perdita;
- simbolo P per lamiere a grani orientati ad elevata permeabilità.
• S
- simbolo JR per resilienza minima a 20 °C pari a 27 J;
- simbolo J0 per resilienza minima a 0 °C pari a 27 J;
- simbolo J2 per resilienza minima a -20 °C pari a 27 J;
- simbolo J3 per resilienza minima a -30 °C pari a 27 J;
- simbolo J4 per resilienza minima a -40 °C pari a 27 J;
- simbolo J5 per resilienza minima a -50 °C pari a 27 J;
- simbolo KR per resilienza minima a 20 °C pari a 40 J;
- simbolo K0 per resilienza minima a 0 °C pari a 40 J;
- simbolo K2 per resilienza minima a -20 °C pari a 40 J;
- simbolo K3 per resilienza minima a -30 °C pari a 40 J;
- simbolo K4 per resilienza minima a -40 °C pari a 40 J;
- simbolo K5 per resilienza minima a -50 °C pari a 40 J;
- simbolo LR per resilienza minima a 20 °C pari a 60 J;
- simbolo L0 per resilienza minima a 0 °C pari a 60 J;
- simbolo L2 per resilienza minima a -20 °C pari a 60 J.
al valore della resilienza possono seguire una o più delle seguenti lettere:
- simbolo AR (As Rolled) se grezzo di laminazione;
- simbolo C per formatura speciale a freddo;
- simbolo D per zincatura;
- simbolo E per smaltatura;
- simbolo G1 per acciaio effervescente;
- simbolo G2 per acciaio calmato;
- simbolo G3 per stato di fornitura opzionale (stato di disossidazione non definito);
- simbolo G4 per stato di fornitura a descrizione del produttore;
- simbolo H per profilo cavo;
- simbolo KU per acciaio per utensili;
- simbolo L per bassa temperatura;
- simbolo M per laminazione termomeccanica;
- simbolo N per laminazione di normalizzazione;
- simbolo O per offshore;
- simbolo Q per acciaio bonificato (ad alto limite di snervamento);
- simbolo S per costruzioni navali;
- simbolo T per tubi;
- simbolo W per acciaio resistente alla corrosione atmosferica;
esempio: S355J0CM acciaio del 1º gruppo, nuova normativa, per impieghi strutturali, con carico di snervamento di 355 N/mm2 e resilienza minima a 0 °C pari a 27 J.
C è il simbolo relativo al particolare impiego strutturale (formatura speciale a freddo) ed M è la condizione di fornitura (per laminazione termomeccanica) [sono stati messi i simboli ulteriori soprastanti]

### 2º gruppo
Non c'è una vecchia o una nuova normativa per questa designazione poiché circa identiche.
La designazione varia a seconda del tipo di acciaio e della percentuale degli elementi di lega:
• acciai non legati con tenore di manganese < 1% (tranne gli acciai non legati per lavorazioni meccaniche ad alta velocità, detti anche “automatici”):
Lettera C seguita da un numero pari a 100 volte il tenore percentuale di carbonio medio prescritto. Non legato non significa che non abbia altri elementi in lega, ma che le loro percentuali sono trascurabili.
esempio: C35 acciaio del 2º gruppo, non legato, con 0,35% C. 	 (acciaio dolce)
C10 acciaio del 2º gruppo, non legato, con 0,10% C. 	 (acciaio da carbocementazione)
• acciai non legati con tenore di manganese ≥ 1% e acciai non legati per lavorazioni meccaniche ad alta velocità (“automatici”) e acciai legati (non rapidi) con tenore di ciascun elemento di lega < 5% (acciai bassolegati o debolmente legati):
Numero pari a 100 volte il tenore percentuale di carbonio medio prescritto, seguito dagli elementi chimici di lega presenti in ordine decrescente di concentrazione (per tenori uguali si usa l'ordine alfabetico), seguiti dai rispettivi valori delle loro concentrazioni in percentuale, ma da correggere con coefficienti correttivi, e separati da trattino.
Coefficienti correttivi:
4 per cobalto (Co), cromo (Cr), manganese (Mn), nichel (Ni), silicio (Si), tungsteno (W);
10 per alluminio (Al), berillio (Be), rame (Cu), molibdeno (Mo), niobio (Nb), piombo (Pb), 	tantalio (Ta), titanio (Ti), vanadio (V), zirconio (Zr);
100 per cesio (Ce), azoto (N), fosforo (P), zolfo (S);
1000 per il boro (B).
esempio: 30NiCrMo4-2 acciaio del 2º gruppo, debolmente legato, con 0,30% C, 1% Ni, 0,5% Cr, % Mo non dichiarata. [1% Ni perché 4/4=1 ; 0,5% Cr perché 2/4=0,5]
• acciai legati (non rapidi) con tenore di almeno uno degli elementi di lega ≥ 5% (acciai altolegati o fortemente legati o inox):
Lettera X seguita da un numero pari a 100 volte il tenore percentuale di carbonio medio prescritto, seguito dagli elementi chimici di lega presenti in ordine decrescente di concentrazione (per tenori uguali si usa l'ordine alfabetico), seguiti dai rispettivi valori delle loro concentrazioni in percentuale (arrotondati al numero intero più vicino ma non da correggere coi coefficienti), e separati da trattino.
esempio: X4CrNiMo17-12-2 acciaio del 2º gruppo, fortemente legato, con 0,04% C, 17% Cr, 12% Ni, 2% Mo.
• acciai rapidi:
Sono indicati con le lettere HS seguite dal tenore percentuale medio (arrotondato al numero intero più vicino) di tungsteno (% W), molibdeno (% Mo), vanadio (% V) e cobalto (% Co). Non è indicata la % C.

esempio: HS18-0-1 acciaio del 2º gruppo, rapido, con 18% W, 1% V.

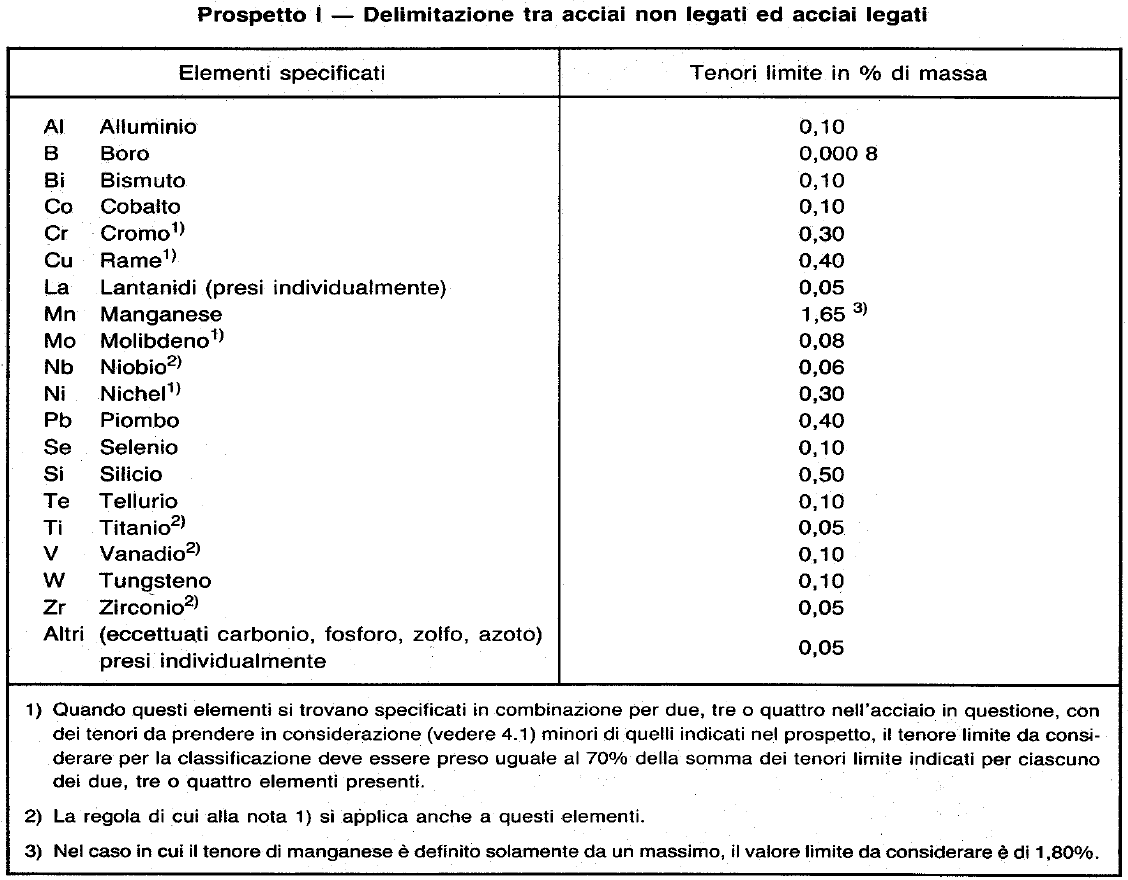

## Designazione numerica
La designazione numerica, riferita al sistema delle norme DIN, identifica l'acciaio con un numero caratteristico di 5 cifre:
- la prima cifra identifica il materiale di base. Nel caso dell'acciaio è 1. I numeri da 2 a 9 possono essere attribuiti ad altri materiali.

esempio: 2 per metalli pesanti (acciaio escluso) come rame e sue leghe (cuproleghe);
3 per metalli leggeri come alluminio e sue leghe, titanio e sue leghe.
- la seconda e la terza cifra (XX), separate dalla prima con un punto, indicano il numero del gruppo del materiale di base (acciaio),ricavabile dal prospetto allegato alla normativa.
- la quarta e la quinta cifra (YY) indicano il numero d'ordine sequenziale per tipo di acciaio secondo la tabella riportata dalla normativa UNI EN 10027/2. Esistono ancora altri due numeri (ZZ) per indicare la quantità ma attualmente non sono utilizzati.

[1.XXYY(ZZ)]
Alcuni esempi di comparazione fra le due tipologie di designazione sono questi:
S235JR = 1.0037 		acciaio (1) non legato, di base (00) magnetico con Co (37).

X5CrNi18-10 = 1.4301 		acciaio (1) con Ni > 2,5% (43) non legato, di qualità con Rm < 500 N/mm2.

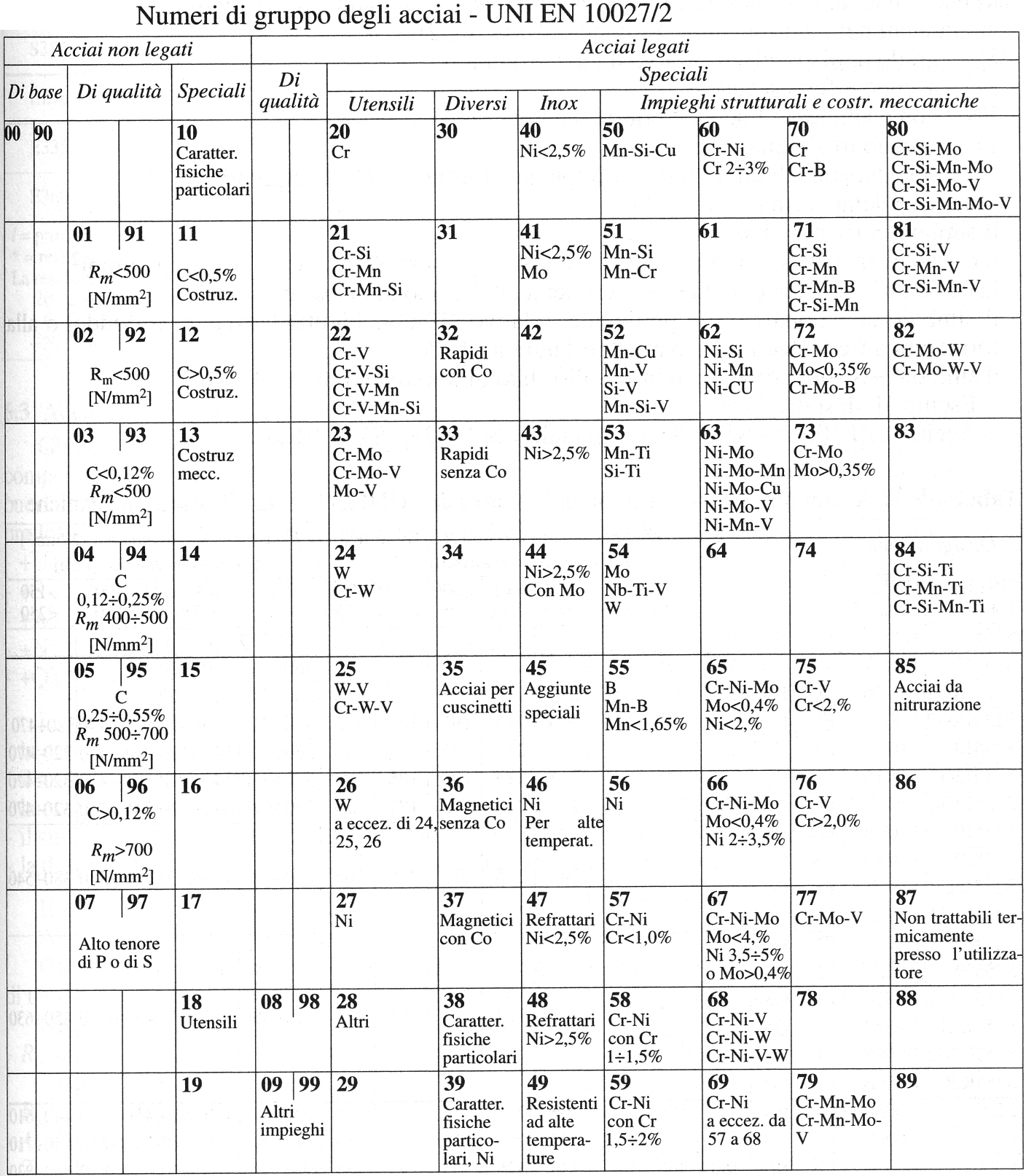